# Aubry de La Motraye
Aubry de La Motraye, även de La Mottraye, född omkring 1674 i Frankrike, död 1747 i Paris, var en fransk resenär och författare. 

## Biografi
Till följd av de religionsförföljelser, som under slutet av 1600-talet drabbade protestanterna i Frankrike, flyttade de La Motraye till England och uppgav sig därefter vara brittisk undersåte. I slutet av sitt liv återvände han dock till Frankrike.

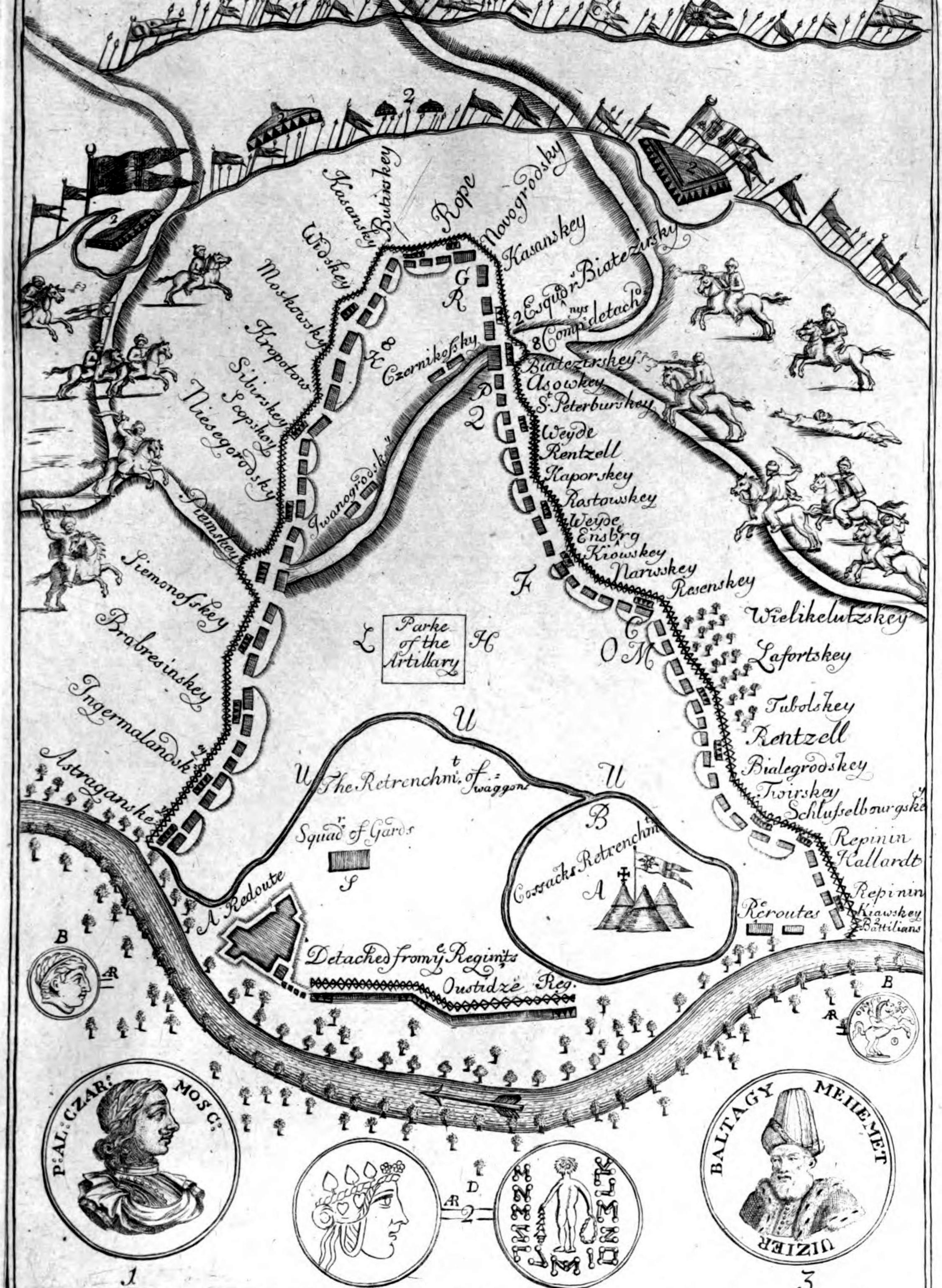
Illustration av slaget vid Prut från de La Motrayes reseberättelse.

Med början 1695 företog han flera resor i Medelhavsområdet och Osmanska riket. I juni 1711 introducerades han hos Karl XII, som då vistades i Bender. de La Motraye har efterlämnat en ingående beskrivning av kungens och de övriga svenskarnas läger i Bender, fångenskapen i Demotika samt återtåget till Sverige.

## Vistelse i Sverige
Hösten 1715 begav sig de La Motraye själv till Sverige, där han kom att stanna i mer än fem år. Han reste runt i en stor del av landet. Särskilt bekant är resan till Lappland, om vilken K.B. Wiklund uttalat att den ”är en av de märkligaste, som i äldre tid företagits”. Den resan inleddes i april 1718, då de La Motraye i sällskap med kungens sekreterare Otto Wilhelm Klinckowström reste via Värmland, Dalarna och Härjedalen till Jämtland. Tillsammans med generalmajor Henning Rudolf Horn av Rantzien besökte de garnisonerna i Järpens skans och Duveds skans. Därifrån fortsatte de via Sundsvall norrut längs kusten till Umeå, där de gästade landshövding Magnus Cronberg.
Från Umeå reste de La Motraye ensam vidare norrut till Torneå. Där inväntade han islossningen på Torneälven, innan han i slutet av maj kunde fortsätta med båt uppför älven till Kengis bruk, till järngruvorna i Masugnsbyn, till koppargruvorna och hyttorna i Svappavaara samt till hyttan i Vuoloskoski. Alla dessa industrier var vid den här tidpunkten nedlagda. Med renar och ackjor gick färden vidare på det ännu isbelagda Torne träsk. de La Motrayes vägvisare förde honom till den yttersta udden av näset Peskenjarka (Bieskebohki), där en annan fransman, Jean-François Regnard, 27 år tidigare hade placerat en stentavla med inskriptioner. Versraderna var då fortfarande väl läsliga.
de La Motraye vandrade runt i området kring Torne träsk och besökte flera samer vid deras visten. Han har utförligt beskrivit deras bostäder, klädedräkter och matvanor. I slutet av juni var de La Motraye åter i Torneå. Därifrån gjorde han en avstickare till Kemi och vidare upp till Kemi träsk, innan han den 5 juli anlände till gamla Luleå stad. Nyfiken på att se pärlfiske gav sig de La Motraye återigen inåt landet, nu med Pärlälven som mål. de La Motraye kom dock aldrig så långt utan fick stanna i Edefors, där han bevittnade det rika laxfisket. Därefter återvände han till Luleå och reste så raka vägen till Stockholm.

## Senare år
År 1720 återvände de La Motraye till England, där han under några år var sysselsatt med att utarbeta ett manuskript om sina resor. Skildringen utkom på engelska 1723 under titeln Travels through Europe, Asia and into part of Africa, illustrerad med gravyrer av William Hogarth. År 1727 utgavs en fransk version, med delvis annat innehåll. Under 1720-talet gjorde de La Motraye ytterligare resor i Europa, som han också beskrev i bokform. År 1732 lät han publicera ett verk som kritiskt granskade Voltaires Karl XII-biografi, Carl XII:s historia.